# Жовтоярська сільська рада
Жовтоя́рська сільська́ ра́да — колишня  адміністративно-територіальна одиниця та орган місцевого самоврядування в Білгород-Дністровському районі Одеської області. Адміністративний центр — село Жовтий Яр.

## Загальні відомості
Жовтоярська сільська рада утворена в 1944 році.
- Територія ради: 211,14 км²
- Населення ради: 1 591 особа (станом на 2001 рік)
- Водоймища на території, підпорядкованій даній раді: озеро Алібей

## АТП (адміністративно-територіальний поділ)
- АТП на http://kraeved.od.ua/book/bookatd_ussr.php [Архівовано 22 лютого 2017 у Wayback Machine.], на сайті Верховної Ради України[1]

### Депутати
За результатами місцевих виборів 2010 року депутатами ради стали:

#### За суб'єктами висування
| Суб'єкт висування            | Кількість обраних депутатів | %    |
| ---------------------------- | --------------------------- | ---- |
| Партія регіонів              | 11                          | 68,8 |
| Самовисування                | 3                           | 18,8 |
| Соціалістична партія України | 2                           | 12,5 |

#### За округами
| № округу                     | Прізвище, ім'я, по батькові     | Дата визнання обраним | Освіта             | Партійна приналежність | Відомості про обраного депутата                          |
| ---------------------------- | ------------------------------- | --------------------- | ------------------ | ---------------------- | -------------------------------------------------------- |
| Партія регіонів              |                                 |                       |                    |                        |                                                          |
| 1                            | Балагура Сергій Вікторович      | 03.11.2010            | середня спеціальна | член Партії регіонів   | ТУОС, машиніст                                           |
| 3                            | Рибак Валерій Дмитрович         | 03.11.2010            | середня спеціальна | член Партії регіонів   | Жовтоярська загальноосвітня школа, вчитель               |
| 6                            | Балагура Антоніна Леонідівна    | 03.11.2010            | середня спеціальна | член Партії регіонів   | Жовтоярська сільська бібліотека, бібліотекар             |
| 7                            | Соколов Вячеслав Михайлович     | 03.11.2010            | середня спеціальна | член Партії регіонів   | Жовтоярська загальноосвітня школа, вчитель               |
| 8                            | Бринза Тетяна Андріївна         | 03.11.2010            | середня            | член Партії регіонів   | магазин, продавець                                       |
| 9                            | Ільченко Сергій Леонідович      | 03.11.2010            | вища               | член Партії регіонів   | ОА «Колос», голова                                       |
| 10                           | Урсул Римма Іванівна            | 03.11.2010            | середня спеціальна | член Партії регіонів   | Жовтоярська сільська рада, бухгалтер                     |
| 12                           | Олейник Ніна Григорівна         | 03.11.2010            | середня спеціальна | член Партії регіонів   | Жовтоярська загальноосвітня школа, вчитель               |
| 14                           | Гнатюк Оксана Василівна         | 03.11.2010            | середня спеціальна | член Партії регіонів   | Жовтоярська сільська рада, бібліотекар                   |
| 15                           | Хаджи Ірина Леонідівна          | 03.11.2010            | середня            | член Партії регіонів   | Жовтоярська сільська рада, зав. клубом                   |
| 16                           | Мунтян Катерина Олександрівна   | 03.11.2010            | середня            | член Партії регіонів   | Жовтоярська сільська рада, спеціаліст військового обліку |
| Соціалістична партія України |                                 |                       |                    |                        |                                                          |
| 2                            | Скоробогач Світлана Афанасіївна | 03.11.2010            | вища               | позапартійна           | Жовтоярська загальноосвітня школа, вчитель               |
| 5                            | Плачинда Олександр Георгійович  | 03.11.2010            | середня            | позапартійний          | Татарбунарський район електромереж, контролер            |
| Самовисування                |                                 |                       |                    |                        |                                                          |
| 4                            | Лупашко Олексій Іванович        | 03.11.2010            | середня спеціальна | позапартійний          | Жовтоярська сільська лікарняна амбулаторія, фельдшер     |
| 11                           | Гуцул Тетяна Богданівна         | 03.11.2010            | вища               | позапартійна           | Жовтоярська сільська рада, зав. клубом                   |
| 13                           | Корень Тамара Михайлівна        | 03.11.2010            | вища               | позапартійна           | Жовтоярська загальноосвітня школа, директор              |